# Atelopus tricolor
Atelopus tricolor — вид отруйних жаб родини Ропухові (Bufonidae).

## Поширення
Вид поширений в Болівії і Перу. Його природними місцями проживання є субтропічні або тропічні вологі гірські ліси і гірські річки на висоті 600–2500 м над рівнем моря. Існуванню виду загрожує втрата середовища існування.

### Ареал
Типова місцевість виду знаходиться у долині Маркапата в Перу, на амазонських схилах східних Анд (південний схід регіону Куско). Інші перуанські записи є з районів, близьких до регіону Пуно на висоті 1,700-2,100 м над рівнем моря. У Болівії є записи з  департаменту Ла-Пас в  регіоні Юнга, і на південь в районі Чапаре  департаменту Кочабамба на східних схилах Анд.
Личинки відомі по 12 зразкам з місцевості Paucartambo-Atalaya, що за 68 км (по дорозі) на північний схід від мосту Співдружності через річку Тахіла, 1,700m над рівнем моря, у департаменті Куско, Перу; і п'ять зразків знайдені за 40 км на північ від міста Каранаві на півночі регіону Юнга у Болівії.